# Zuid-Thürings voetbalkampioenschap 1930/31
In 1930/31 werd het twaalfde voetbalkampioenschap van Zuid-Thüringen gespeeld, dat georganiseerd werd door de Midden-Duitse voetbalbond. 
VfL 07 Neustadt werd kampioen en plaatste zich voor de Midden-Duitse eindronde. De club verloor meteen van FC Thüringen Weida.

## Gauliga
| Plaats | Club                    | Wed. | W  | G | V  | Saldo | Ptn.  |
| ------ | ----------------------- | ---- | -- | - | -- | ----- | ----- |
| 1.     | VfL 07 Neustadt         | 18   | 12 | 4 | 2  | 40:16 | 28:8  |
| 2.     | VfB 1907 Coburg         | 18   | 11 | 3 | 4  | 51:19 | 25:11 |
| 3.     | SV 1908 Steinach        | 18   | 11 | 3 | 4  | 36:19 | 25:11 |
| 4.     | 1. FC 07 Lauscha        | 18   | 6  | 6 | 6  | 47:35 | 18:18 |
| 5.     | SC 06 Oberlind          | 18   | 7  | 2 | 9  | 30:45 | 16:20 |
| 6.     | SpVgg Neuhaus-Igelshieb | 17   | 6  | 4 | 7  | 27:42 | 16:18 |
| 7.     | FC Viktoria 1909 Coburg | 17   | 6  | 3 | 8  | 41:47 | 15:19 |
| 8.     | 1. FC Köppelsdorf 1910  | 18   | 4  | 5 | 9  | 20:34 | 13:23 |
| 9.     | 1. SC Sonneberg 04      | 18   | 4  | 4 | 10 | 30:49 | 12:24 |
| 10.    | SC 1903 Eisfeld         | 18   | 3  | 4 | 11 | 23:49 | 10:26 |

|  | Kampioen, geplaatst voor Midden-Duitse eindronde |
|  | Degradatie                                       |